# 317 Roxane
A 317 Roxane egy E típusú színképpel rendelkező kisbolygó. Auguste Charlois fedezte fel 1891. szeptember 14-én. Főbb pályaelemei: e=0,085, a=2,286 CsE, i=1,763, keringési idő: 3,46 év.

## Története
Infravörös spektruma alapján sorolták az E típusú színképpel rendelkező kisbolygók közé. Az E típusú színképpel rendelkező kisbolygók közé tartozik még a 434 Hungaria, a 44 Nysa, az 55 Pandora, a 3103 Eger, a 4483 Petofi és a 3940 Larion kisbolygó is.

## Külső hivatkozások
- 3 Hungaria típusú Apollo aszteroida IR-spektruma: 4483 Petofi, 3169 Ostro and 3940 Larion
- Kapcsolat az E típusú Apollo aszteroida, a 3103 (Eger), az ensztatit akondrit meteoritok és a Hungaria kisbolygók között.
- A 317 Roxana kisbolygó adatai